# Sidi Mohammed Ben Rahal
Sidi Mohammed  Ben Rahal (arabiska: سيدي العايدي) är en kommun i Marocko.   Den ligger i provinsen Settat och regionen Casablanca-Settat, i den norra delen av landet, 170 km sydväst om huvudstaden Rabat. Antalet invånare är 10 414.